# Hypothyris honesta
Hypothyris honesta är en fjärilsart som beskrevs av Gustav Weymer 1884. Hypothyris honesta ingår i släktet Hypothyris och familjen praktfjärilar. Inga underarter finns listade i Catalogue of Life.